# Parachilia compacta
Parachilia compacta är en skalbaggsart som beskrevs av Waterhouse 1881. Parachilia compacta ingår i släktet Parachilia och familjen Cetoniidae. Inga underarter finns listade i Catalogue of Life.